# بيت البكير (بني حشيش)

تعديل مصدري - تعديل

بيت البكير هي إحدى قرى عزلة الشرفة بمديرية بني حشيش التابعة لمحافظة صنعاء، بلغ تعداد سكانها 175 نسمة حسب تعداد اليمن لعام 2004.